# Jüdischer Friedhof Hohenems

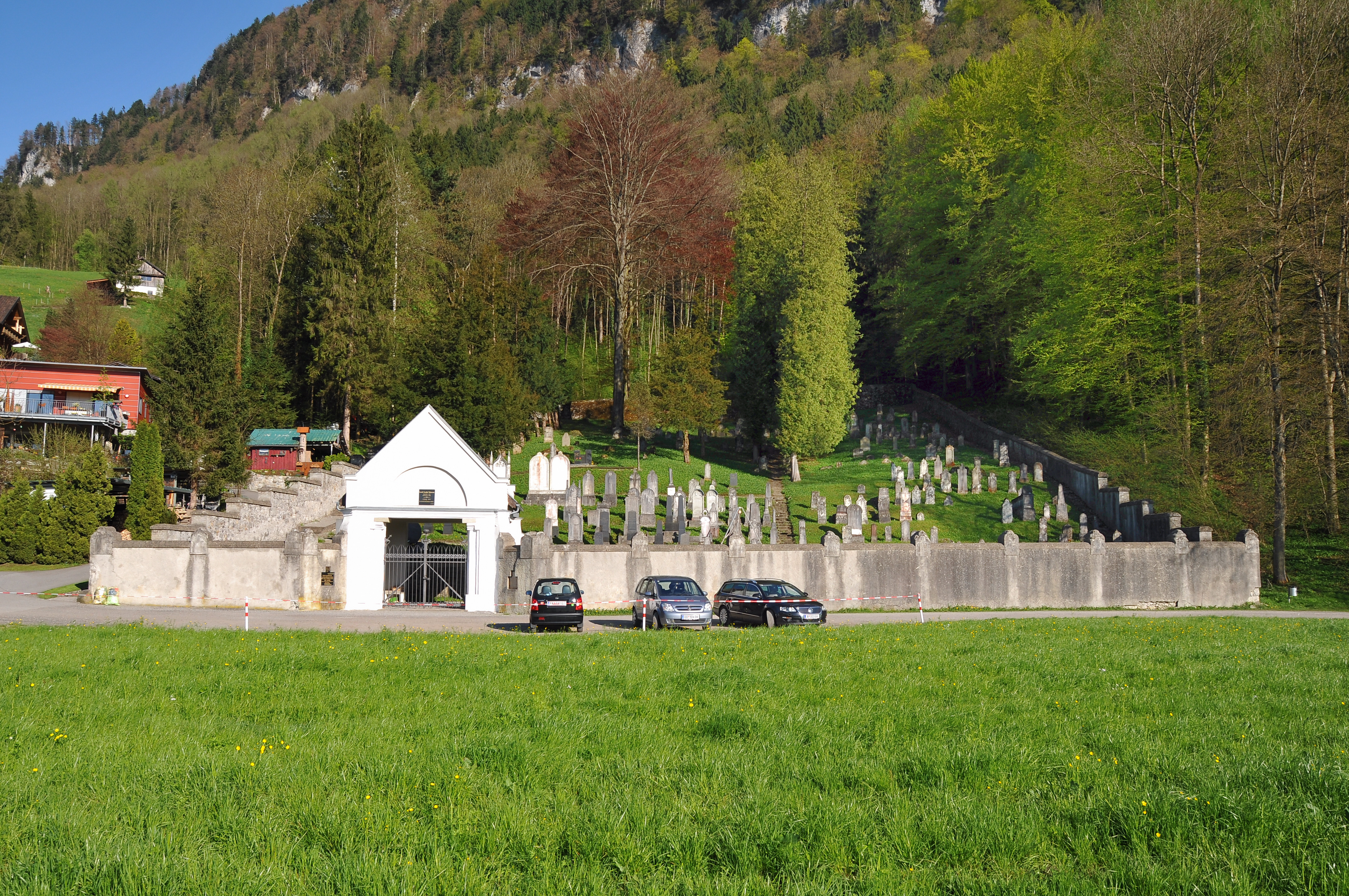
Der jüdische Friedhof am Schwefelbergweg

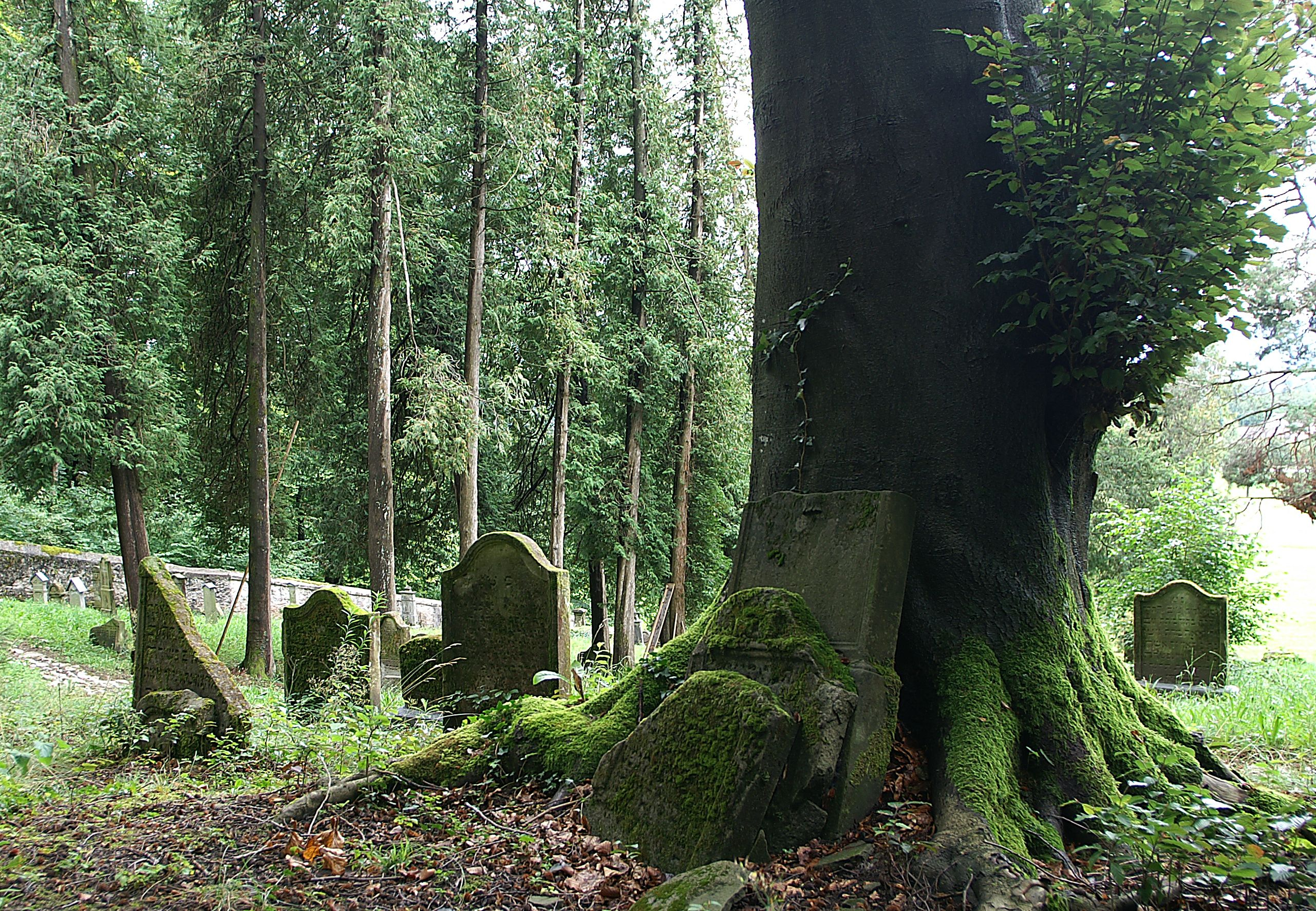
Grabsteine auf dem Areal des jüdischen Friedhofs

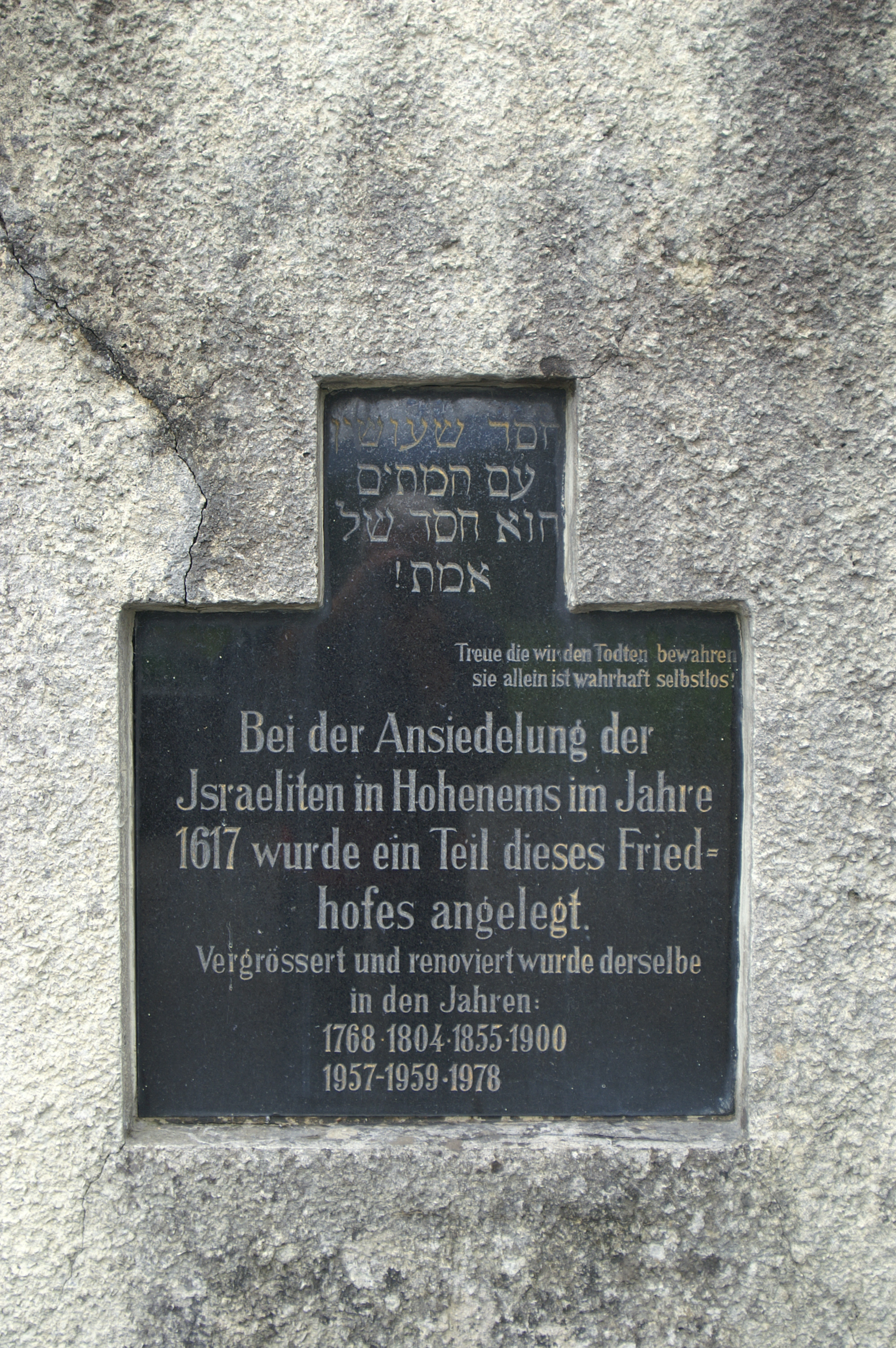
Inschriftentafel, die auf die Geschichte des Friedhofs hinweist

Der Jüdische Friedhof Hohenems (auch Israelitischer Friedhof Hohenems) ist eine jüdische Begräbnisstätte in der österreichischen Stadt Hohenems. Der Friedhof hat ebenso wie die vormals existierende jüdische Gemeinde der Stadt eine beinahe 400-jährige Geschichte. Er wurde im Jahr 1617 mit der Ansiedlung der ersten Juden in Hohenems gegründet und besteht im Gegensatz zur Israelitischen Kultusgemeinde Hohenems, die während der Zeit des Nationalsozialismus in Österreich zerstört wurde, bis heute.

## Geschichte
Der jüdische Friedhof in Hohenems ist ebenso alt wie die erste Ansiedlung von Juden im Jahr 1617, als Graf Kaspar von Hohenems zwölf jüdische Familien aus Süddeutschland und der Schweiz (Rheineck) in seiner Reichsgrafschaft aufnahm. Er wies ihnen dabei auch ein Stück Land im so genannten „Schwefel“, am Ortsende von Hohenems, zu, das sie für jüdische Begräbnisse nutzen konnten. Der Friedhof liegt an einem bewaldeten Abhang des „Schwefelberges“. Insgesamt dürften weit über 500 Gräber auf dem Gelände liegen. 370 Grabsteine sind bis heute erhalten geblieben. Im Gegensatz zur christlichen Tradition darf ein Grabplatz im Judentum nur einmal vergeben werden. Das den Toten umgebende Erdreich wird als Eigentum des Verstorbenen respektiert. Diese Unauflösbarkeit jüdischer Grabstätten macht jüdische Friedhöfe zu besonders bedeutenden kulturhistorischen Zeugnissen.

## Der jüdische Friedhof heute
In den letzten Jahren hat das Jüdische Museum Hohenems eine detaillierte Vermessung des Friedhofs, eine fotografische Dokumentation aller noch vorhandener Grabsteine, eine Erfassung der deutschen und hebräischen Inschriften (mit Übersetzung ins Deutsche) und eine kunsthistorische Beschreibung der interessantesten Grabsteine erstellt. Auf Grund dieser Daten wurde eine elektronische Datenbank erstellt, die Name, Grabnummer und Inschriften (inklusive Übersetzungen) aller noch vorhandenen Grabsteine enthält. Der Jüdische Friedhof wurde während der Zeit des Nationalsozialismus zwar geschändet aber nicht zerstört. Eine Gruppe von Nachkommen Hohenemser Familien, die nahe der Schweizer Grenze im Kanton St. Gallen wohnten, kauften den Friedhof von der Israelitischen Gemeinde Innsbruck und gründete 1954 den „Verein zur Erhaltung des jüdischen Friedhofs in Hohenems“. Seit 1967 steht der Friedhof unter Denkmalschutz. Obwohl die Jüdische Gemeinde von Hohenems aufgelöst wurde, existiert der Friedhof bis heute weiter und wird vom Friedhofsverein betreut. Verschiedene Menschen wurden seither dort begraben und einige Nachkommen und in Vorarlberg lebende Juden haben sich bereits Grabplätze für die Zukunft reservieren lassen. Der Friedhof ist abgesperrt kann aber auf Wunsch betreten werden.
Im Jahr 2015 wurden am jüdischen sowie am nahegelegenen islamischen Friedhof von unbekannten Tätern Hakenkreuze sowie nationalsozialistische Parolen auf die Friedhofsmauern gesprüht.